# Campionato mondiale giovanile di scherma 1958
Il Campionato mondiale juniores di scherma del 1958 ("1958 World Juniors Fencing Championships") è stato organizzato dalla Federazione internazionale della scherma e si è svolto a Bucarest in Romania dal 4 al 7 aprile.
Nel fioretto, si sono aggiudicati i titoli del campionato mondiale il lussemburghese Jean Link, che ha battuto in finale il magiaro Jeno Kamuti, e la sovietica Aleksandra Zabelina che ha avuto la meglio sull'olandese Nina Johanna Kleijweg.
Nella spada il sovietico Valēntin Čēṙnikov ha battuto in finale il francese Michel Jeanneau, ottenendo il titolo mondiale juniores maschile..
Nella sciabola il magiaro Zoltan Horvath prevale sul francese Claude Arabo.

## Podi

### Uomini
| Specialità  | Oro               | Argento         | Bronzo                  |
| Individuali |                   |                 |                         |
| Fioretto    | Jean Link         | Jeno Kamuti     | Tanase Muresanu         |
| Spada       | Valēntin Čēṙnikov | Michel Jeanneau | Gianluigi Saccaro       |
| Sciabola    | Zoltan Horvath    | Claude Arabo    | Giorgio Mario Vecchione |

### Donne
| Specialità  | Oro                 | Argento               | Bronzo         |
| Individuali |                     |                       |                |
| Fioretto    | Aleksandra Zabelina | Nina Johanna Kleijweg | Colette Flesch |

## Medagliere
| Pos.   | Nazione          | Oro | Argento | Bronzo | Totale |
| ------ | ---------------- | --- | ------- | ------ | ------ |
| 1      | Unione Sovietica | 2   | 0       | 0      | 2      |
| 2      | Ungheria         | 1   | 1       | 0      | 2      |
| 3      | Lussemburgo      | 1   | 0       | 1      | 2      |
| 4      | Francia          | 0   | 2       | 0      | 2      |
| 5      | Paesi Bassi      | 0   | 1       | 0      | 1      |
| 6      | Italia           | 0   | 0       | 2      | 2      |
| 7      | Romania          | 0   | 0       | 1      | 1      |
| Totale | Totale           | 4   | 4       | 4      | 12     |